# Majestic 12

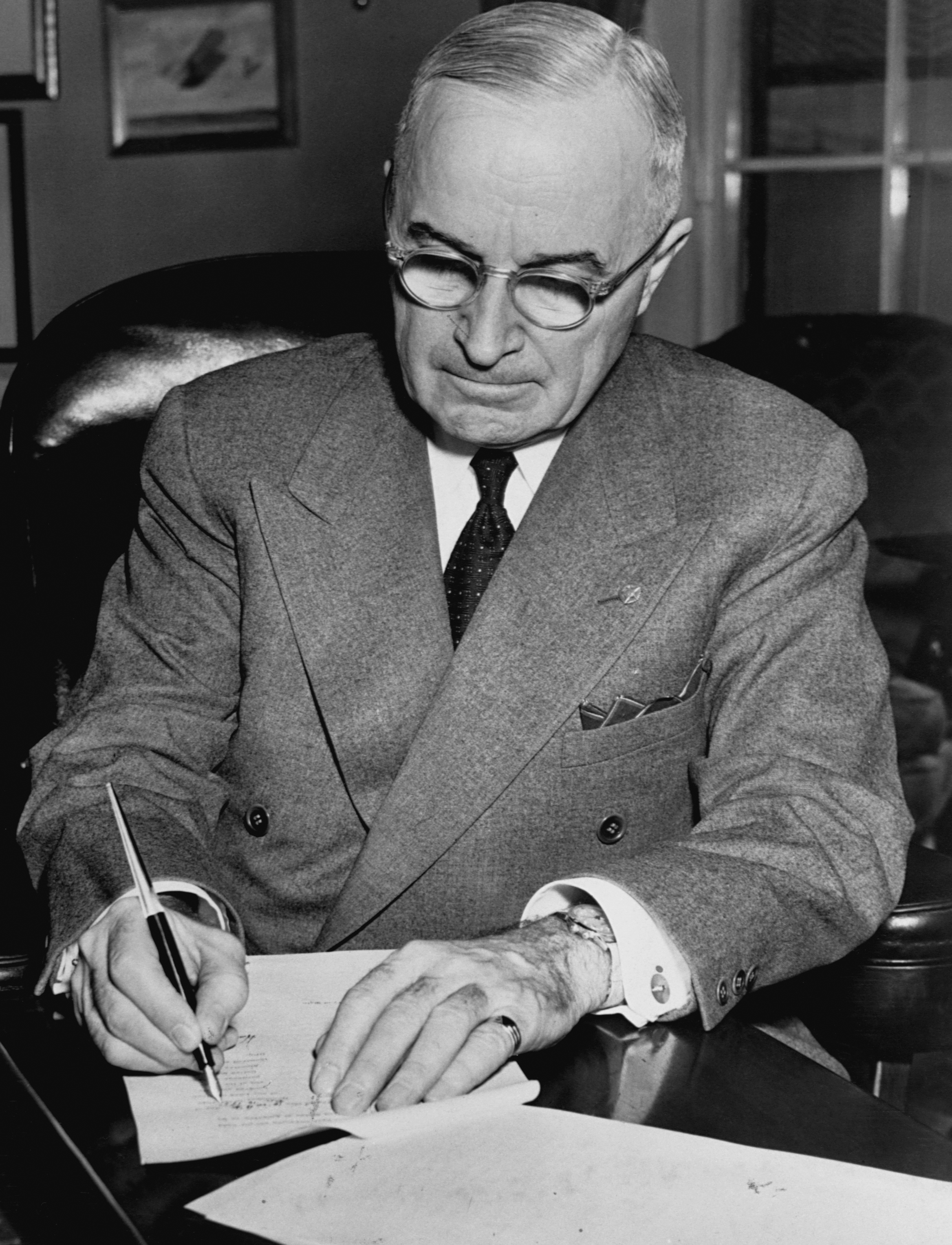
Algunos ufólogos aseguran que Harry S. Truman creó el Majestic 12 en 1947.

El Majestic-12 (abreviado como MJ-12), también conocido como Majic-12, es una supuesta organización que apareció mencionada en unos documentos que circularon por primera vez entre investigadores de OVNIs en 1984. Se afirma que el Majestic-12 es el nombre en clave de un supuesto comité secreto de científicos, personal militar y funcionarios gubernamentales de alto nivel, formado en 1947 mediante una orden ejecutiva del presidente Harry S. Truman, con el fin de facilitar la recuperación e investigación de naves extraterrestres. La teoría ganó notoriedad con el paso de los años después de que la Oficina Federal de Investigación (FBI) declarara que los documentos eran "completamente falsos", y muchos ufólogos los consideraran un elaborado engaño.El Majestic 12 sigue siendo popular entre los investigadores de OVNIs y el concepto ha aparecido en la cultura popular, como en programas de televisión, películas, videojuegos y libros.

## Historia
El 31 de mayo de 1987 se difundió ampliamente que el ufólogo británico Timothy Good afirmaba estar en posesión de documentos OVNI de 1950. Los documentos dictaminaban que existía un comité secreto de 12 personas, supuestamente formado en 1947 por una orden ejecutiva del presidente de los Estados Unidos Harry S. Truman. Estos documentos explicaban cómo se había ocultado el accidente de una nave extraterrestre en Roswell, en julio de 1947, cómo se podía explotar la tecnología extraterrestre recuperada y cómo Estados Unidos debería de interactuar con civilizaciones extraterrestres en el futuro.El propósito de esta organización era investigar la actividad OVNI, que culminó con el incidente de julio de 1947, en el que se estrelló una nave de origen extraterrestre en Roswell (Nuevo México). Se dice que esta supuesta organización jugó un papel importante en la llamada conspiración OVNI, una operación de encubrimiento inspirada por el gobierno de Estados Unidos y llevada a cabo desde las más altas esferas.
Según el ufólogo William L. Moore, su amigo, guionista y productor de televisión de Los Ángeles, Jamie Shandera, recibió unos documentos que parecían ser informes sobre la "Operación Majestic-12" a mediados de diciembre de 1984. Los documentos se encontraron en un rollo de película de 35 mm sin revelar dentro de un paquete de papel marrón, que se había dejado caer por la ranura de correo de Shandera.El paquete no contenía información adicional, salvo un matasellos de Nuevo México.
En el rollo de película podía verse el "memorando Truman-Forrestal", un documento de alto secreto del presidente Truman al Secretario de Defensa James Forrestal, fechado el 24 de septiembre de 1947, autorizándolo a él y al Doctor Vannevar Bush a proceder con la Operación Majestic-12, así como el Documento Informativo de Eisenhower, un documento de siete páginas de alto secreto del presidente electo Dwight Eisenhower, fechado el 18 de noviembre de 1952.
El concepto de "Majestic 12" surgió durante un período de la década de 1980, cuando algunos ufólogos creían que se había encubierto el incidente de Roswell y especulaban que algún alto cargo secreto del gobierno norteamericano era responsable.Shandera y sus colegas Stanton T. Friedman y Bill Moore afirman que posteriormente recibieron una serie de mensajes anónimos en 1985 que los llevaron a encontrar lo que se ha denominado el "memorando Cutler/Twining", mientras buscaban archivos desclasificados en los Archivos Nacionales. Supuestamente escrito por Robert Cutler, asistente del presidente Eisenhower, para el General Nathan F. Twining y con una referencia a Majestic 12, el memorando se considera una falsificación, probablemente introducido como parte de un engaño.El historiador Robert Goldberg escribió que los ufólogos llegaron a creer la historia a pesar de que los documentos fueron "obviamente introducidos para reforzar la legitimidad de los documentos informativos".
Un hombre llamado Richard Doty, quien afirmaba estar vinculado a la Oficina de Investigaciones Especiales de la Fuerza Aérea, le contó a la periodista de investigación Linda Moulton Howe que la historia del MJ-12 era cierta y le mostró documentos sin especificar que pretendían demostrar la existencia de pequeños extraterrestres humanoides grises originarios del sistema estelar Zeta Reticuli. Doty supuestamente prometió proporcionarle a Howe imágenes de OVNIs y una entrevista con un ser extraterrestre, aunque nunca se materializó ninguna grabación.
Enseguida, la desconfianza y la sospecha llevaron a desacuerdos dentro de la comunidad ufológica sobre la autenticidad de los documentos MJ-12, y Moore fue acusado de participar en un elaborado engaño, mientras que otros ufólogos y desacreditadores como Philip J. Klass fueron acusados de ser "agentes de desinformación".

## Los documentos

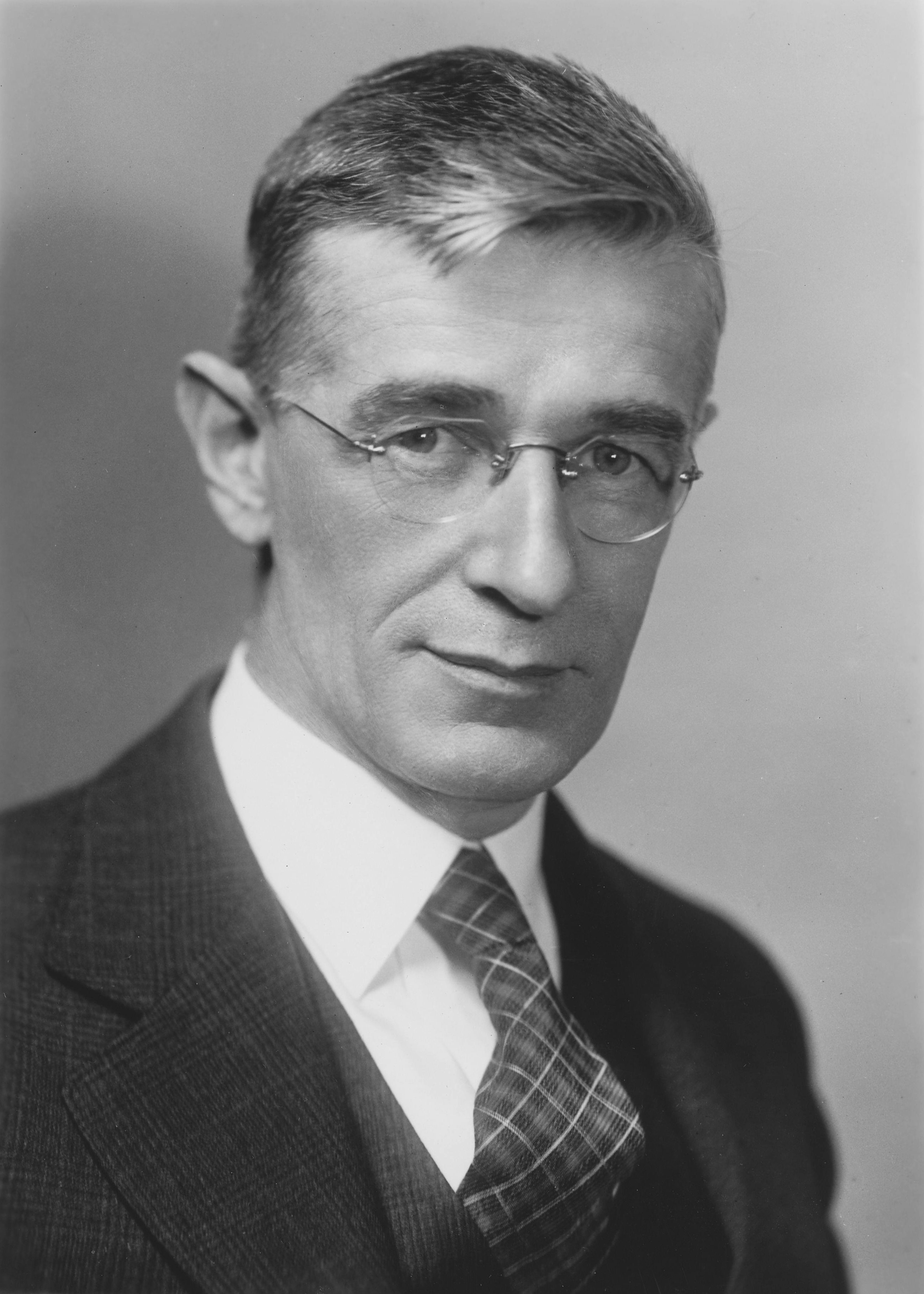
Según los documentos Majestic-12, Vannevar Bush estaba al mando de dicha organización.

La existencia del grupo está respaldada por una serie de documentos (una colección de datos conocida como Proyect Blue Planet) que aparecieron por primera vez en 1984 e inmediatamente se convirtieron en foco de un acalorado debate. Los documentos afirman que el Majestic 12 fue creado por una orden ejecutiva del presidente Harry S. Truman, el 24 de septiembre de 1947, por recomendación de Vannevar Bush y el Secretario de Defensa James Forrestal.Vannevar Bush habría sido elegido para dirigir el grupo. A continuación está el texto original, traducido al castellano, de la carta de presentación de Truman a Forrestal.

«Alto Secreto

Casa Blanca - Washington

24 de septiembre de 1947

Memorando para el Secretario

Estimado Secretario Forrestal,

De acuerdo con nuestra reciente conversación sobre este asunto, por la presente se le autoriza a proceder con la debida celeridad y discreción con respecto a su proyecto. En el futuro se llamará simplemente «Operación Majestic-12». Me preocupa que cualquier consideración futura sobre la disposición final sobre este asunto quede exclusivamente en manos de la Oficina del Presidente tras las conversaciones pertinentes con usted, el Doctor Bush, y el director de la CIA.

Harry Truman»

### La negación de los organismos oficiales
La existencia de esta organización fue negada por algunas agencias del gobierno de Estados Unidos, alegando que estos documentos eran fruto de un engaño. Según una investigación realizada por el FBI, los documentos fueron falsificados con firmas falsas, opinión confirmada también por la Oficina de Investigaciones Especiales de la Fuerza Aérea y la Oficina de Contrainteligencia de la Fuerza Aérea de Estados Unidos.

### Los documentos auténticos
Además de algunos testimonios de supuestos científicos implicados en el proyecto, en 1978 salieron a la luz algunos documentos canadienses que datan de 1950 y 1951. En ellos se menciona la existencia de estudios estrictamente confidenciales sobre OVNIs realizados por un grupo que opera dentro del Pentágono en la Junta de Investigación y Desarrollo de Estados Unidos, encabezado por el propio Vannevar Bush. No se menciona el nombre de la organización, pero quienes apoyan la existencia del Majestic-12 consideran que estos documentos son la prueba más fehaciente de que dicho grupo existió realmente.

## Supuestos miembros del Majestic 12
Las siguientes personas aparecieron descritas en los documentos Majestic 12 como "miembros designados" del MJ-12.
- El Almirante Roscoe H. Hillenkoetter
- El Doctor Vannevar Bush
- James Forrestal (sustituido después de su muerte por el General Walter Bedell Smith)
- Nathan Twining
- El General Hoyt Vandenberg
- El Doctor Detlev Bronk
- El Doctor Jerome Hunsaker
- El Almirante Sidney Souers
- Gordon Gray
- El Doctor Donald Menzel
- El General Robert Montague
- El Doctor Lloyd Berkener

### Información inicial
Shandera habló por primera vez de los documentos del MJ-12 en un documental de 1982 hecho para ser transmitido para la televisión, con el nombre de "La experiencia OVNI". El MJ-12 permaneció en la sombra hasta unos años más tarde, después de la publicación del best-seller de Timothy Good, Above Top Secret (Encima del secreto), que reimprimió los documentos del MJ-12. El FBI comenzó su propio estudio de los documentos MJ-12: supuestamente fueron clasificados como Top Secret, y la preocupación inicial del FBI era que alguien dentro del gobierno estadounidense había filtrado ilegalmente información secreta.
El FBI investigó el asunto, e inmediatamente tuvo sus reservas en cuanto a la autenticidad de los documentos. El personal del FBI se puso en contacto con las Fuerzas Aéreas, preguntando si el MJ-12 había existido alguna vez. Las Fuerzas Aéreas respondieron que nunca habían aprobado dicho comité, y que nunca había existido. Actualmente el FBI afirma que los documentos del MJ-12 son "completamente falsos". Desde entonces han aparecido otros supuestos documentos del MJ-12, de los cuales no se ha probado su autenticidad.
Los archivos de la NARA (National Archives and Records Administration) contienen uno de estos documentos relacionados con el MJ-12: "Memorándum para el General Twining, de Robert Cutler, asesor principal del presidente. Asunto: "Proyecto NCS/MJ-12 de estudios especiales" datado el 14 de julio de 1954. El memorándum, de una página, se refiere a una reunión informativa para el 16 de julio. El memorándum no identifica al MJ-12 ni dice cuál es el objetivo de la reunión informativa (ver enlaces externos).
Según Philip J. Corso, en 1947, un grupo secreto del gobierno (probablemente el Majestic 12) fue creado bajo las órdenes del primer director de la CIA, Roscoe H. Hillenkoetter. La misión de ese grupo era recoger informaciones sobre los extraterrestres. En paralelo, la administración estadounidense negó el origen extraterrestre de los OVNIS. Explicó que la Iniciativa de Defensa Estratégica, o Star Wars, fue creada por este grupo para controlar la parte electrónica de las armas de un enemigo potencial, sea terrestre o extraterrestre.

## ¿Veracidad o falsedad?
Los escépticos y críticos indican que los documentos ya han sido analizados, y este análisis solo ha demostrado varias incongruencias, tales como el formato incorrecto de la fecha lo cual demuestra que es una falsificación. Postulándose que pudieron ser creados por los ufólogos que dicen haberlos descubierto, o por otras personas que los engañaron.
Sin embargo, a pesar del análisis realizado, actualmente la opinión ufológica está dividida y solo un sector de la ufología sostiene aún que los documentos son verdaderos. Estos investigadores creyentes en estos documentos, argumentan que la falta de concordancia entre las fechas de los registros y los documentos fueron hechas y modificadas adrede con la intención de hacer creer que los documentos son falsos, y así lograr que la opinión pública se aleje y se olvide del tema. Hasta la fecha, los creyentes del MJ-12 indican que no se habría podido refutar la autenticidad de los documentos MJ-12.
Así, igualmente existen grupos de ufólogos críticos al MJ-12, los cuales también están a favor de la falsedad de estos documentos. Estos ufólogos postulan que los documentos pueden ser una forma de falsa información, creada y emitida por el gobierno estadounidense o alguna organización; con el fin de ser utilizados para desprestigiar a la ufología; hecho que según estos ufólogos, si se logró en cierta forma con el MJ-12; al lograr convencer a varios ufólogos y creyentes, de que si existió el MJ-12. 
También existen otros grupos de ufólogos que aunque igualmente sostienen que los documentos son falsificaciones, postulan que su fin no era que sean utilizados para crear el "mito" del Majestic 12; postulando que los documentos falsos fueron creados por el Estado con el fin de servir de señuelo para desviar la investigación de los ufólogos, y así mantener en secreto a hipotéticos y documentos desconocidos que si se referirían a una real organización secreta conocida como MJ-12 u otro nombre.

## El MJ-12 en las teorías de la conspiración posteriores
Poco después de su descubrimiento, el MJ-12 fue mezclado con otras presuntas conspiraciones; siendo los trabajos de William Milton Cooper claves para introducir el MJ-12 a una audiencia más amplia, sobre todo a gente con "mente conspirativa". Muchas teorías sugieren que la labor del MJ-12 continúan en la actualidad. Estas supuestas conspiraciones sobre el MJ-12 serían las siguientes:

### La conspiración de la mayoría
Algunas de estas versiones posteriores dicen que "MJ" de "MJ-12" no significa "Majestic", sino "Majority" (Mayoría). 
De hecho, según el testimonio de Dan Burisch, el Majestic 12 trabajaría actualmente para el Comité de la Mayoría, una organización masónica que coordinaría los contactos con razas extraterrestres en la Tierra, así como las operaciones para conseguir un Nuevo Orden Mundial. Bajo esta dirección, el MJ-12 sería responsable de todas las operaciones científicas que se llevan a cabo en el Área 51 y en la Base de Dulce (Nuevo México). Todo sugiere que el MJ-12 tendría unos poderes de gran alcance (igual que los Illuminati), y aspiraría al gobierno mundial.

## Influencias en la cultura popular
Esta supuesta/aparente conspiración es el elemento central de la serie de televisión Cielo negro (Dark Skies, 1996). También ha inspirado el tema de la popular The X-Files. Un episodio destacó una breve descripción de la conspiración del Majestic 12.
Además, el Majestic 12 tiene un papel importante en el juego para PC Deus Ex y es mencionada en su secuela Deus Ex: Guerra Invisible, así como otro juego de PC llamado Majestic. 
"Los Patriotas ", una organización estadounidense similar al MJ-12, es parte del argumento de Metal Gear Solid 2: Los hijos de la Libertad, también se componía de doce miembros y al principio tenía relaciones con Rusia y China, cuando se les llamaba "Los Filósofos".
El escritor de sátiras políticas Christopher Buckley parodió al MJ-12 en su novela Little Green Men. El comité también aparece en Scarecrow (El espantapájaros), una novela de acción reciente de Matthew Reilly.
El juego para la N64 Perfect Dark trata sobre una conspiración del tipo Majestic 12.
En la canción «Alien Exist» de la banda de pop punk Blink-182, el vocalista Tom DeLonge habla de «12 majestic lies».
El famoso juego de comedia/acción Destroy All Humans!, donde Majestic es el enemigo principal y el secundario en la secuela.
En la serie de anime Serial Experiments Lain aparece relacionado con Vannevar Bush, como parte importante de los "antepasados" de la internet.
También sale en el libro de Steve Alten La Resurrección Maya, y en la tercera parte, Apocalipsis Maya.
En la película Indiana Jones y el reino de la calavera de cristal (2008) se hacen alusiones a que el protagonista de esta saga de aventuras dirigida por Steven Spielberg, el arqueólogo y agente espía de los EE. UU. Indiana Jones (Harrison Ford), habría integrado el selecto comité científico militar que investigó el incidente de Roswell de 1947. La escena del diálogo tiene lugar, además, en un lugar importante dentro de los mitos populares de la teoría conspirativa, el Área 51.
En la serie The Umbrella Academy, temporada 2, aparecen como un grupo que intentan asesinar al presidente Kennedy.
Dentro de la Fundación SCP, se muestra en las cartas asociadas al documento SCP-281-FR que majestic 12 es miembro de la Coalición Oculta Global.